# Sparkasse Feldkirchen/Kärnten

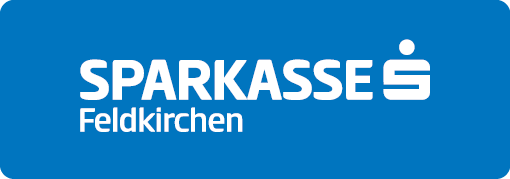
Logo der Sparkasse

Die Sparkasse Feldkirchen ist ein kärntnerisches Bankunternehmen mit Sitz in Feldkirchen und Teil der Sparkassengruppe in Österreich. Sie entstand 1874 als Vereinssparkasse. Die Sparkasse ist Mitglied des Kooperations- und Haftungsverbundes der österreichischen Sparkassen und des Österreichischen Sparkassenverbands.

## Gründungsgeschichte
Auf Initiative des Bezirksrichters Neckermann und des Leiters der Steueraufsicht Domenig konstituierte sich 1874 ein Verein, der durch Beiträge von 31 Mitgliedern einen Gründungsfonds auf die Beine stellte. Die Gemeinde übernahm für die ersten Auslagen die Haftung.
Mitte April 1874 wurden Statuten und Errichtung genehmigt, Anfang Mai 1874 folgte die Eröffnung.

## Bauliche Entwicklung der Hauptanstalt
Ihre ersten 5 Jahre konnte man die Sparkasse im später niedergerissenen „Kastellitzhaus“ (Hauptplatz - Platzgasse) finden, danach in der Kirchengasse 5.
1884 wurde das Haus Kirchengasse 20 gekauft und nach Adaptierungen vollzog die Sparkasse den Umzug. 1898 wurde wieder umgezogen, diesmal Kirchengasse 15.
1905 wurde in der Schillerstraße 8 (heute: Sparkassenstraße 1a) ein Sparkassengebäude errichtet und im Dezember 1907 bezogen. 1936 wurde renoviert und repariert, 1953 großzügig umgebaut, 1959 wurde ein neues
Portal geschaffen, 1960 die Fassade renoviert.
1973 erfolgte ein Großumbau des Sparkassengebäudes, 1991 die Neugestaltung der Schalterhalle.
Nach dem Brand 1999 wurde im folgenden Jahr das Dachgeschoß mit Sitzungsräumen und Veranstaltungssaal ausgebaut.

## Wichtige Ereignisse
1891 Gründung einer Vorschusskasse für Personalkredite. – 1894 Eröffnung des Wechsel-Eskont-Geschäftes. – 1919 Verwahrung von Sparkassenbüchern Pflegebefohlener, sogenannte mündelsichere Gelder. Diese Art der Einlage besteht heute noch. – 1924 Bewilligung zur Durchführung von Bankgeschäften. – 1952 Wechselstubenermächtigung. – 1974 Errichtung des „Autoschalters“. – 1984 Erster Bankomat in Feldkirchen/Kärnten. – 1988 Errichtung der Selbstbedienungszone im Sparkassengebäude. – 1999 Brand des Dachgeschoßes des Sparkassengebäudes.

## Gemeinnützige Projekte/Sponsoring
1886 Errichtung billiger Wohnungen für minderbemittelte Leute. – 1974 Jubiläumsspende in Form von Kauf eines Rettungswagens für das Rote Kreuz und Zuwendungen an öffentliche Einrichtungen im Gesamtwert von ATS 300.000,-. – 2004 Laufende Unterstützung von karitativen und sozialen Organisationen, der Sportvereine sowie der regionalen Künstler. Sozialinitiative „Feldkirchen hilft“. – 2004 Organisation der Brauchtumsveranstaltung „Stadt der Krippen“.